# Acueductos de Nazca
Los acueductos de Nazca son un sistema hidráulico construidos a mitad del siglo VI por la cultura Nasca y riegan a tres valles: Las Trancas, Taruga y Nazca; en la provincia de Nazca, departamento de Ica, Perú. Actualmente de 42 acueductos existente, 29 todavía transportan el agua. 
Junto a las líneas de Nazca, este sistema hidráulico constituye el mayor legado construido por los antiguos habitantes en el valle de Nasca. Entre los acueductos más destacados se encuentra el de Ocongalla y Cantalloc.
Los nasqueños recurrieron a los acuíferos subterráneos. Los acueductos aseguraban el suministro de agua para los campos de los alrededores, lo que permite el cultivo de algodón, habas, papas, maíz algodón, verduras y árboles frutales. Fueron construidos con piedras lajas y troncos de huarango.
Los acueductos fueron inscritos en la Lista Indicativa del Patrimonio Mundial como bien cultural en el año 2019.

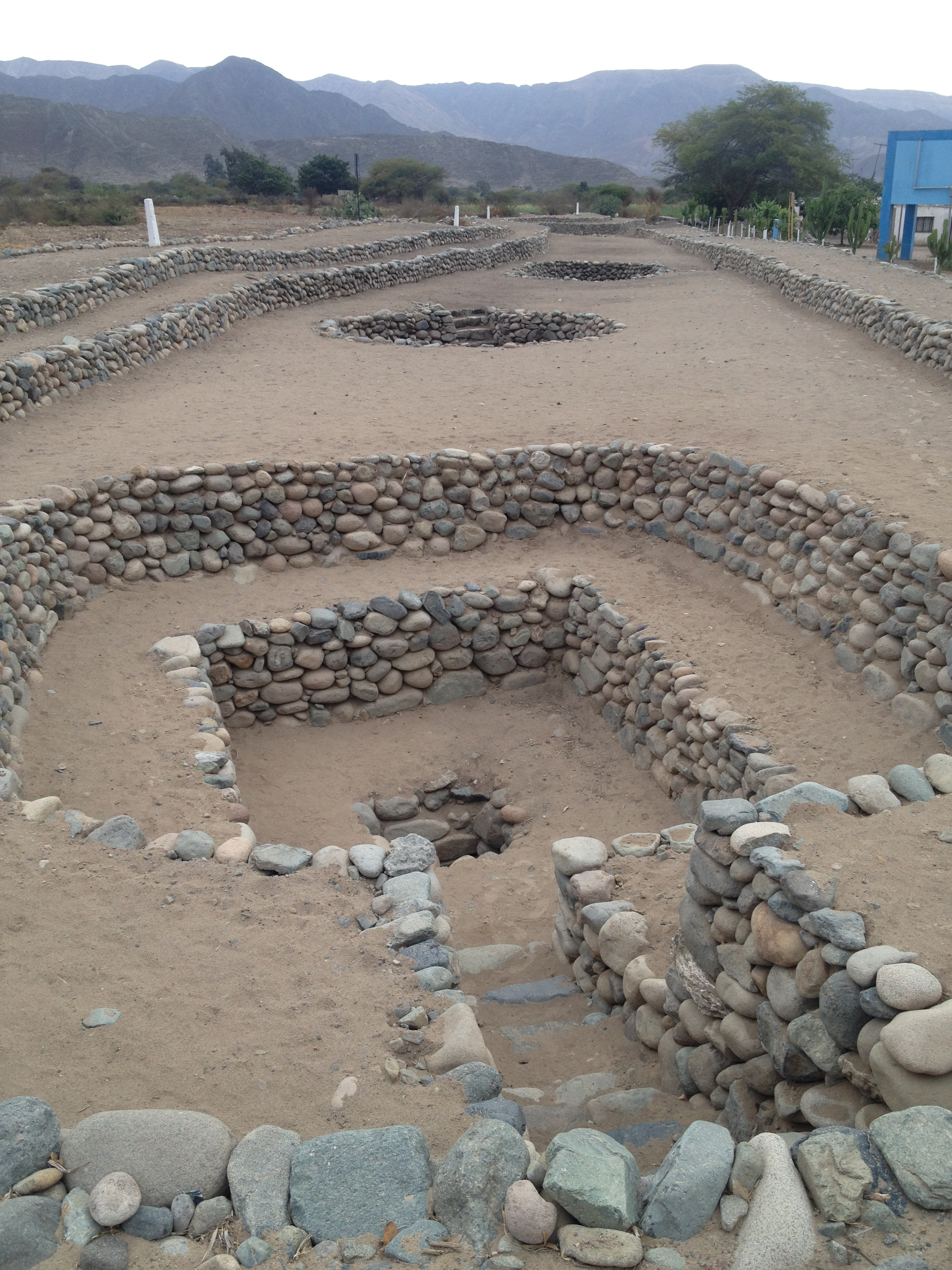
Acueductos de Orcona

## Geografía
La provincia de Nasca es una de las zonas del desierto costero más secas. Los afluentes de la cuenca del Río Grande que se originan en los Andes; Ingenio, Aja, Tierras Blancas, Taruga, Trancas, entre otros; permanecen seco gran parte del año.

## Ocongalla
Se encuentra ubicada en la parte sur de la provincia de Nasca y construidas alrededor de los años 500 d. C.. En el 2022 se inició la puesta en valor del acueducto con apoyo del sector privado. La longitud total alcanza los 570 metros lineales.

## Cantalloc

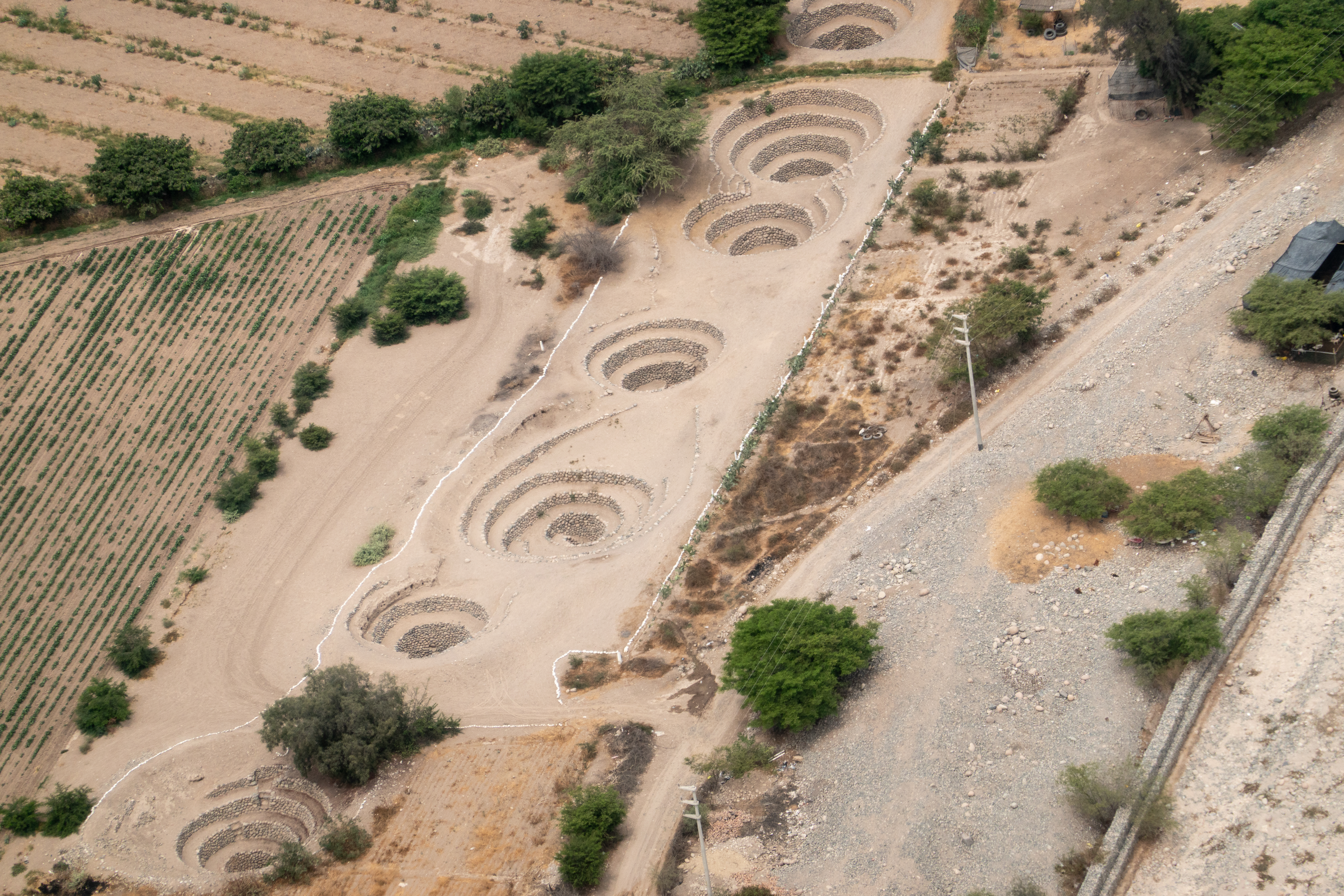
Acueductos de Cantalloc

Los acueductos de Cantalloc ubicados a 4 km al norte de la ciudad de Nasca, tienen pozos de ventilación con formas espiral que bajan hasta el subsuelo que permite obtener el agua subterránea.

## Achaco
En el 2015 se informó que el ministerio de Cultura inició la colocación de hitos de delimitación.